# David Hofman
David Hofman (född 23 september 1908 i Indien, död 9 maj 2003) var en brittisk TV-pionjär, författare och frontfigur inom Bahá'í-tron.
David Hofman startade sin karriär som den ende manlige programpresentatören i TV i världen före andra världskriget, och avslutade den som en av krafterna bakom Baha'i-trons snabba tillväxt under efterkrigstiden. Hans tid på brittiska BBC mellan 1937 och 1948 var i televisionens barndom. I början fanns knappt 5 000 TV-mottagare i landet och verksamheten var på experimentstadiet. I början genomfördes bara två korta sändningar per dygn: klockan 8.00 och klockan 17.00. Strax före krigsutbrottet klarade man även att sända direkt från utomhusarrangemang och Hofman refererade från tennisen i Wimbledon och några cricketmatcher.  Storbritannien var ensam i världen om Public service-TV i världen sedan Tyskland, som också hade tekniken, hade skrinlagt alla projekt eftersom Adolf Hitler hade deklarerat att televisionen inte var något medium för information och propaganda.
När andra världskriget bröt ut 1939 lades Public service-verksamheten ned och Hofman förflyttades till BBC Empire Service. Han hade bland annat hand om utsändningar till Australien.
Hofman blev Baha'i-troende i Kanada 1930, och i Storbritannien etablerade han en publiceringsfonden George Ronald för bahá'í-litteratur 1937. Han blev själv författare och har bl.a. skrivit boken Civilisationens förnyelse (The Renewal of Civilization, 1946), ett standardverk vad gäller presentationen av Baha'i-tron som har översatts till ett flertal språk.
Som medlem i Nationella andliga rådet för Storbritannien och Nordirland var han en av de 300 delegater från 56 länder som 1963 för första gången skulle välja ett högsta beslutande organ för Baha'i-tron. David Hofman blev en av de nio som valdes in i det nyinrättade Universella Rättvisans Hus (Universal House of Justice) med säte på berget Karmel intill hamnstaden Haifa i norra Israel. David Hofman var medlem av Universella Rättvisans Hus fram till 1988, då han pensionerades.